# Enrico II della Marca Orientale sassone
Enrico II di Wettin (1103 – 1123) è stato margravio di Meißen e della Marca orientale sassone (come margravio di Lusazia) dalla sua nascita alla sua morte.

## Biografia
Egli era figlio postumo del margravio Enrico I di Meißen e di Gertrude di Brunswick, figlia del margravio Egberto I di Meißen. Egli, per eredità, era anche conte di Eilenburg.
Egli fu inizialmente sotto la protezione del prozio Thimo. Tra il 1113 e il 1117 dovette cedere temporaneamente il suo titolo di margravio di Lusazia ad Ermanno I di Winzenburg. Enrico II morì giovane e senza eredi nel 1123. Le sue terre vennero ereditate dalla sorellastra Richenza di Northeim. Egli lasciò una vedova, Adelaide, figlia del margravio Lotario Udo III della Marca del Nord. La successione alle due marche venne disputata proprio alla sua morte, sin quando esse non vennero affidate entrambe a Wiprecht di Groitzsch.
| Controllo di autorità | VIAF (EN) 86108060 · CERL cnp01172329 · GND (DE) 137945795 |